# Ola Didrik Saugstad
Ola Didrik Saugstad (* 5. März 1947 in Bærum) ist ein norwegischer Kinderarzt und Professor emeritus der Universität Oslo.

## Familie
Ola Didrik Saugstad ist ein Sohn des Psychologen Per Saugstad (1920–2010), der von 1967 bis 1990 an der Universität Oslo lehrte, und der Lehrerin („Adjunkt“) Johanne Seip. Sein Großvater war Didrik Arup Seip, Linguist und Rektor der Universität Oslo. Ola Didrik Saugstad wuchs mit zwei Schwestern und einem Bruder auf. 1973 heiratete er und wurde Vater eines Sohnes (* 1974) und einer Tochter (* 1978).

## Leben
Saugstad studierte Medizin an der Universität Oslo. Dort erlangte er die Abschlüsse cand.med. (1973, entspricht Master) und dr.med. (1977, Doktor). Seine Dissertation beschäftigt sich mit der Verwendung von Hypoxanthin als Indikator für Hypoxie. Sie beruhte auf Ergebnissen seiner Forschung unter dem schwedischen Perinatal-Mediziner Gösta Rooth (1918–2008) in Uppsala. Von 1979 bis 1984 setzte Saugstad seine Ausbildung an der pädiatrischen Abteilung des Ullevål-Universitätsklinikums fort, unterbrochen 1980/1981 von einem durch ein Postdoktorandenstipendium geförderten Aufenthalt an der Fakultät für Perinatologie/Neonatologie der University of San Diego. 1984 wurde er Facharzt für Pädiatrie. Danach arbeitete er am Universitätsklinikum Rikshospitalet („The National Hospital“) in Oslo, wo er 1986 die Stelle eines Beratenden Neonatologen antrat. Von 1991 bis 2017 war er Professor für Pädiatrie an der Universität Oslo und Direktor des Pädiatrischen Forschungsinstituts am Rikshospitalet.
Saugstad gilt als einer der führenden medizinischen Forscher Norwegens und hat mehr als 300 wissenschaftliche Artikel veröffentlicht. Bekannt wurde er insbesondere durch seine forschungsbasierte Empfehlung, bei der Wiederbelebung von Frühgeborenen Raumluft statt reinen Sauerstoffs einzusetzen (mit Hinblick auf Schäden durch oxidativen Stress). Er war Vorstandsmitglied der European Society of Pediatric Research (1987–1990), der International Pediatric Foundation (2001–2004) und Präsident der European Association of Perinatal Medicine (2002–2004). Er ist Mitglied der Norwegischen Akademie der Wissenschaften und Fellow des Royal College of Physicians of Edinburgh (seit 1996). Er erhielt verschiedene Auszeichnungen, unter anderem The Chiesi Prize of Excellence in Neonatology, Erich Saling Perinatal Prize, Den nordiske medisinprisen und Bjørnsonprisen. 2010 wurde er für seine Verdienste in der pädiatrischen Forschung zum Ritter 1. Klasse des Sankt-Olav-Ordens ernannt.